# Highfly
Highfly war eine von 1998 bis 2008 bestehende Alternative-Crossover-Band aus dem Raum Koblenz in Rheinland-Pfalz.

## Geschichte
Die zeitweise 6-köpfige „Underground-lastige Groovecore“ Band entstand aus einem Musikprojekt verschiedenster Musiker im Jahr 1998. Die Musiker lernten sich auf Konzerten, Partys und Clubbesuchen in und um Koblenz kennen. Alle brachten unterschiedlichste Erfahrungen aus vorangegangenen Bandprojekten mit.
Die Urbesetzung formte sich aus diesem Projekt heraus. Beteiligt waren Musiker der Band Weird Conflict aus Mendig und Musiker von Ladybird aus dem Umkreis Neuwied. An den Start ging die Band für erste Auftritte mit 3 MCs, Schlagzeug, Gitarre und Bass.
Die Band startete als Tonträger mit einem Live-Mitschnitt, was ihre Live-Ambitionen verdeutlicht. Das erste Demo Smart Funny & Action Packed, ebenfalls ein Live-Mitschnitt, diente Promozwecken für Gig-Anfragen und Bewerbungen.
Nach internen Konflikten stieg MC Michael F. 1999 wieder aus der Band aus.
Da sich die Mitglieder dem Stil Crossover verschrieben hatten, fehlte für den Mix der Zeit ein DJ für Samples und Scratches. Dazu wurde der ehemalige Schlagzeuger von Weird Conflict, Christian Kröll, wieder ins Boot geholt, der sich mit DJ-Mixing bereits vorher beschäftigt hatte und in dieser Funktion unter dem Pseudonym „DJ CORE“ in die Band einstieg. Die Band nahm in dieser Besetzung ihr erstes Demo in Siegburg auf, das nie veröffentlicht bzw. vervielfältigt wurde.
Highfly bemühte sich von Beginn an, viele Live-Auftritte wahrzunehmen. Viele Veranstalter schätzten sie als gute Live-Band, die gerne für kleine Veranstaltungen gebucht wurde. Im Jahre 2001 bereicherte der FLI-Gitarrist Boris Hermann die Band als zweiter Gitarrist mit seinem Gitarren-Stil.
Im Jahr 2001 stieg auch Renè Bouda aus der Band aus. Er war in erster Linie für die Shoutings zuständig, die sodann DJ CORE übernahm. Als DJ hatte er von Anfang an ein Mikro und beteiligte sich an den Raps und Shoutings, teilweise mit eigenen Parts, zu denen er seinen DJ-Bereich bei Live-Auftritten verließ, um „vorne“ mitzumischen.
Die Band nahm ihr Debüt-Album Pussy-Pop in Eigenregie im Proberaum und im Keller des Gitarristen Christoph Kramb auf. Das Album wurde 2002 veröffentlicht und die 1000er Auflage war sofort vergriffen. Das Lied Mankind wurde in angesagten Clubs gespielt. Highfly nahm verstärkt an Nachwuchs-Veranstaltungen teil, wie an der Demo-Listening-Session in Dortmund und dem Emergenza in Köln. Die Band belegte bei Emergenza einen hinteren Platz, weil sie nicht genug Fans mobilisieren konnte. Bei der Demo-Listening-Session erhielt die Band positive wie negative Kritik für ihr Debüt-Album Pussy Pop. Dort knüpfte die Band einige Kontakte, unter anderem mit der Band Headtrip, die ein Jahr später unter dem Namen 4Lyn einen Major-Deal bei Motor Music bekamen.
2003 belegte Highfly den 3. Platz beim Nachwuchswettbewerb „Eifelrock“ von RPR1 in Mendig. Im Jahr 2004 kam es zum Bruch mit Christoph Kramp (Gitarre) und Michael Jablonski (Schlagzeug). Beide stiegen aus der Band aus und wurden von Daniel Ecker (Gitarre), der die Band als Techniker bereits einige Zeit begleitete, und durch Wolfgang Jonas (Schlagzeug) ersetzt. Mit der Umbesetzung kam neuer musikalischer Wind in die Band, der ihren Sound qualitativ weiterentwickelte.
Highfly arbeitete in dieser Besetzung lange wieder in Eigenregie an ihrer EP It Doesn’t Matter im eigenen Studio von Daniel Ecker (u. a. Caliban), die 2005 veröffentlicht wurde. Das Lied It Doesn’t Matter konnte sich beim SWR-Radiosender Dasding ganze 12 Wochen unter den Top drei der Netzparade Radio-Charts halten. In dem renommierten Musikportal „Besonic“ biss sich It Doesn’t Matter 14 Wochen lang in den Top 75 der weltweiten Alternative Charts fest und erreichte sogar für zwei Wochen Platz 1.
2004 erreichte Highfly den 3. Platz beim Rockbuster-Finale der LAG Rock und Pop und damit einen Fördermittelpreis. Dank der Fördermittel konnte die Band einen Schritt weiter gehen. Sie gewann die Kooperation von Thomas Kemper in Köln, der u. a. das dritte Werk der Band Thumb produzierte. 2006 wurde in Köln an der EP Waiting gearbeitet, die 2007 veröffentlicht wurde.
Im Mai 2005 waren Highfly mit den US-Veteranen des Crossovers, Dog Eat Dog, auf Deutschlandtour.
Highfly haben sich im gesamten Bundesgebiet und den angrenzenden Nachbarländern mit über 200 Konzerten den Status einer festen Größe im Bereich „Alternative/Crossover“ erarbeitet.
Im Rahmen diverser Tourneen agierte die Band als Support für Acts wie u. a. Dog Eat Dog, Clawfinger, Such a Surge, Die Happy, 4Lyn, Emil Bulls, Juli, Exilia, Silbermond und Alternative Allstars.
Im Herbst 2005 erhielt die Band die Einladung, Teil der Taste of Chaos zu sein, hier teilten sie sich die Bühne u. a. mit The Used, Killswitch Engage, Story of the Year, Rise Against und Funeral for a Friend.
Einige Highlights der Band waren die beiden Einladungen 2007 zu Gastauftritten bei Top of the Pops in den Kölner RTL-Studios. Hier teilten sie die Bühne mit Stars wie z. B. Motörhead, Avril Lavigne oder den Black Eyed Peas. Auch bei GIGA TV waren Highfly zu Gast in der Sendung bei Jana Ina.
Im Jahr 2007 verließ DJ CORE aus persönlichen Gründen die Band. Die Wege der übrigen Musiker trennten sich dann letztendlich im Jahr 2008.

## Stil
Der Stil der Band wurde durch die unterschiedlichen Musikrichtungen (Punk, Hardcore Punk, Hip-Hop und Metal) der einzelnen Musiker geprägt. Von 1998 an deklarierte die Band ihren Stil selbst als „Groove Core“, ab der Umbesetzung 2004 als „Alternative Crossover“.

## Diskografie
- 1998: HF-Live im Kalkwerk (Album, Live-Mitschnitt)
- 1999: smart funny & action packed (Demo, Live-Mitschnitt)
- 2001: Independent Lifestyle (EP, Eigenproduktion)
- 2002: Pussy Pop (Album, Eigenproduktion)
- 2005: It Doesn’t Matter (EP, Eigenproduktion)
- 2007: Waiting (EP, Fördermittelproduktion, Produzent Thomas Kemper)